# Yllenus univittatus
Yllenus univittatus là một loài nhện trong họ Salticidae.
Loài này thuộc chi Yllenus. Yllenus univittatus được Eugène Simon miêu tả năm 1871.